# Північний регіон (Португалія)
Півні́чний регіо́н, або регіо́н Пі́вніч (порт. Região Norte) — регіон у Португалії. Європейська статистична територіальна одиниця 2-го рівня (NUTS 2). Код — PT11. Один із 5-ти регіонів макрорегіону Континентальна Португалія.  Поділяється на субрегіони: Верхня Трансмонтана, Аві, Каваду, Дору, Ентре-Дору-і-Вога, Великий Порту, Мінью-Ліма, Тамега. Охоплює 86 муніципалітетів на території округів Брага, Браганса, Віла-Реал, Віана-ду-Каштелу, Порту, а також північні райони округів Авейру, Візеу та Гуарда. На півночі й сході межує з Іспанією, на півдні — з Центральнии регіоном; на заході омивається водами Атлантичного океану. Площа — 21 278 км² (23% від площі країни, 24% від площі континентальної Португалії). Населення — 3 689 682 ос. (2011, 35% від загальної кількості мешканців країни); густота населення — 173,4 осіб/км²
. Найбільші міста — Порту, Брага, Браганса, Віана-ду-Каштелу, Віла-Реал. Також — Півні́чна Португа́лія.

## Субрегіони
- Верхня Трансмонтана
- Аві
- Кавад
- Дору
- Ентре-Доуру-і-Воуг
- Великий Порту
- Мінью-Ліма
- Тамега